# 汪律
汪律（？—？），字用和，江西饒州府樂平縣人，民籍，明朝政治人物。

## 生平
成化十年（1474年）甲午科江西鄉試第七名舉人。成化十七年（1481年）中式辛丑科會試第二百六十三名，三甲第七十五名進士。

## 家族
曾祖汪宗禎；祖父汪世寧；父汪崇祖，母張氏。